# Howard Smith (Diplomat)
Sir Howard Frank Trayton Smith GCMG (* 15. Oktober 1919 in London; † 7. Mai 1996) war ein britischer Diplomat und von 1978 bis 1981 Generaldirektor des britischen Geheimdienstes MI5.

## Leben
Howard Frank Trayton Smith war der älteste Sohn eines Lehrers in Wembley. Mit einem staatlichen Stipendium studierte er am Regent Street Polytechnic in London, das er ein Jahr vor seiner Jahrgangsstufe erfolgreich abschließen konnte. Ab 1938 studierte er Mathematik am Sidney Sussex College, Cambridge, einem College der University of Cambridge. Von 1940 bis 1945 war er in der militärischen Dienststelle Bletchley Park beschäftigt. 1946 trat er in den auswärtigen Dienst und wurde 1948 zur UN-Generalversammlung nach New York City entsandt. Er war bis 1956 in Norwegen, Washington, D.C. und Caracas tätig. Ab 1956 war stellvertretender Leiter der Abteilung Afrika im Foreign and Commonwealth Office.
Von 1961 bis 1963 war Howard Smith Botschaftsrat in Moskau. 1966 wurde er als Companion in den Order of St. Michael and St. George aufgenommen, in welchem er 1976 zum Knight Commander und 1981 zum Knight Grand Cross befördert wurde. Von 1968 bis 1971 war er Botschafter in Prag.
Anfang der 1970er Jahre regierte in Nordirland Brian Faulkner mit der Internment-Politik und es ereignete sich der Blutsonntag (Nordirland 1972). Smith war in dieser Zeit United Kingdom Government Representative in Nordirland. In dieser Eigenschaft nahm Smith am 13. Januar 1972 an einer Sitzung des Joint Security Committees teil. Auf dieser Sitzung will der Commander of Land Forces in Northern Ireland General Robert Ford eine Denkschrift vorgelegt haben, in welcher er den Einsatz von Soldaten zur Festnahmen bei bewegten Versammlungen vorschlug. In der Denkschrift wies Ford darauf hin, dass dabei das Erschießen von Rädelsführern in Betracht zu ziehen sei. Nach Einschätzung von Smith war die später erfolgte Direktregierung durch die Britische Regierung zu diesem Zeitpunkt eine zu vermeidende Option gewesen.
Von 1972 bis 1975 war Smith Staatsminister im Foreign and Commonwealth Office und danach bis 1978 Botschafter in Moskau. Danach leitete er bis 1981 den Security Service (MI5).

## Privates
Er heiratete 1943 Mary Cropper († 1982), mit der er eine Tochter hatte. 1983 heiratete er Mary Penney († 1992).